# Concours Eurovision des jeunes musiciens 1998
- Pays participants qualifiés pour la finale
- Pays participants non qualifiés pour la finale
- Pays ayant participé dans le passé, mais pas en 1998

Lisbonne 1996 Bergen 2000
Le Concours Eurovision des jeunes musiciens 1998 est la neuvième édition de ce concours. La finale fut organisée à Vienne, en Autriche le 4 juin 1998. 
Des jeunes musiciens de 8 pays participèrent à la finale télévisée de cette édition. Ils sont accompagnés par l'Orchestre symphonique de la radio de Vienne, sous la direction de Dennis Russell Davies. 
Pour la seconde fois après 1988, l'Autriche remporte le titre avec un concerto pour violon joué par Lidia Baich et composé par le violoniste belge du XIXe siècle Henri Vieuxtemps. Elle avait déjà représenté son pays lors de la précédente édition en 1996 à laquelle elle avait terminé deuxième. Le percussionniste britannique Adrian Spillett termine à la seconde place et la violoncelliste croate Monika Leskovar complète le podium.

## Concours

### Demi-finale
Une demi-finale est organisée en amont pour départager huit musiciens parmi les treize participants.
| Pays        | Musicien             | Instrument  | Rang     |
| ----------- | -------------------- | ----------- | -------- |
| Autriche    | Lidia Baich          | Violon      | qualifié |
| Chypre      | Nikólasz Melísz      | Piano       | éliminé  |
| Croatie     | Monika Leskovar      | Violoncelle | qualifié |
| Espagne     | Leticia Muñoz Moreno | Violon      | éliminé  |
| Estonie     | Hando Nahkur         | Piano       | éliminé  |
| Finlande    | Kalle Toivio         | Piano       | qualifié |
| Irlande     | Cora Venus Lunny     | Violon      | éliminé  |
| Lettonie    | Lauma Skride         | Piano       | qualifié |
| Norvège     | Kristian Lindberg    | Piano       | éliminé  |
| Royaume-Uni | Adrian Spillett      | Percussion  | qualifié |
| Slovénie    | Borut Zagoranski     | Accordéon   | qualifié |
| Slovaquie   | Michal Sťahel        | Violoncelle | qualifié |
| Suède       | David Sjögren        | Violon      | qualifié |

### Finale
| Ordre | Pays        | Chanteur         | Instrument  | Rang |
| ----- | ----------- | ---------------- | ----------- | ---- |
| 1     | Royaume-Uni | Adrian Spillett  | Percussion  | 3    |
| 2     | Finlande    | Kalle Toivio     | Piano       | -    |
| 3     | Lettonie    | Lauma Skride     | Piano       | -    |
| 4     | Slovénie    | Borut Zagoranski | Accordéon   | -    |
| 5     | Slovaquie   | Michal Sťahel    | Violoncelle | -    |
| 6     | Autriche H  | Lidia Baich      | Violon      | 1    |
| 7     | Croatie     | Monika Leskovar  | Violoncelle | 2    |
| 8     | Suède       | David Sjögren    | Violon      | -    |